# Walter de Dunstanville († 1241)
Walter de Dunstanville  (auch Walter de Dunstanville II) (* um 1192; † 1241) war ein englischer Adliger.
Walter de Dunstanville entstammte der anglonormannischen Familie Dunstanville. Sein Vater Walter de Dunstanville I wurde 1194 enteignet, vermutlich weil er die Rebellion von Johann Ohneland gegen König Richard Löwenherz unterstützt hatte, und starb wenig später. Walter wurde dennoch der Erbe der Besitzungen seines Vaters, die bis zu seiner Volljährigkeit von seinen Vormündern, darunter William Brewer und seinen Cousins Gilbert und Thomas Basset verwaltet wurden. Diese Minderjährigkeitsverwaltung führte zu größeren Verlusten, ehe Walter um 1213 sein Erbe übernehmen konnte. 1214 nahm er am erfolglosen Feldzug von König Johann Ohneland in das Poitou teil. Ab 1215 unterstützte er die Adelsopposition gegen den König, doch nach dem Ende des Ersten Kriegs der Barone wurde er wie andere ehemalige Rebellen während einer großen Ratsversammlung, die im Oktober und November 1217 in Winchester tagte, begnadigt. 1228 nahm er am Feldzug des Königs nach Ceri in Wales und 1230 am vergeblichen Frankreichfeldzug Heinrichs III. teil.
Dunstanville heiratete Petronilla, eine Tochter von William Fitzalan. Sie brachte als Mitgift das Gut von Isleham in Cambridgeshire mit in die Ehe. Mit ihr hatte er mindestens einen Sohn, Walter III de Dunstanville (nach 1212–1270), der sein Erbe wurde.